# Organização Internacional da Vinha e do Vinho
A Organização Internacional da Vinha e do Vinho (OIV) é uma organização internacional criada a 3 de Abril de 2001 em substituição do Office International du Vin, uma instituição criada a 29 de Novembro de 1924 e transformada em Office international de la Vigne et du Vin em 1958. É atualmente composta por 45 Estados membros e por uma região com o estatuto de observação (Yantai, na China). Existem ainda observadores permanentes de diversas organizações setoriais ligadas ao vinho e à vinha.
A OIV define-se como um organismo intergovernamental de carácter científico  e técnico de competência reconhecida no domínio das vinha e do vinho, das bebidas à base de vinho, das uvas de mesa, das passas secas e de outros produtos derivados da vinha.
Este organismo tem como missão principal o aconselhamento e a padronização em apoio aos diferentes actores da fileira económica da viticultura, em especial na área dos actos normativos dos Estados membros. A organização orienta os seus trabalhos científicos próprios e pode participar em processos de regulamentação nos domínios vitivinícola e de sanidade e saúde púbica. 

## Organizações com estatuto de observador
As seguintes organizações têm o estatuto de observador no seio da OIV:
- Federação Internacional dos Vinhos e Bebidas Espirituosas (FIVS)
- Associação Universitária Internacional do Vinho (AUIV)
- Assembleia das Regiões Europeias Vitícolas (AREV)
- Associação Internacional do Direito do Vinho (AIDV)
- União Internacional dos Enólogos (UIOE)
- Academia Amorim
- Centro de Pesquisa, Estudo e Valorização da Viticultura de Montanha (CERVIM)
- Associação Internacional de produtos e práticas enolόgicas  (OENOPPIA)
- Federação Mundial dos Grandes Concursos de Vinhos (VINOFED)